# Dias d'Ávila
Dias d'Ávila là một đô thị thuộc bang Bahia, Brasil. Đô thị này có diện tích 207,504 km², dân số năm 2007 là 53153 người, mật độ 256,15 người/km².